# Désiré Tsarahazana
Désiré Tsarahazana (Amboangibe, 13. lipnja 1954.) madagaskarski je prelat Katoličke Crkve.
Papa Franjo imenovao ga je kardinalom 28. lipnja 2018., dodijelivši mu naslovnu crkvu San Gregorio Barbarigo alle Tre Fontane.